# Bezkýlovcovití
Bezkýlovcovití (Centrophoridae) je malá čeleď žraloků z řádu ostrouni (Squaliformes).

## Výskyt
Bezkýlovcovití se vyskytují v Atlantském, Indickém a Tichém oceánu s výjimkou severovýchodní části Tichého oceánu. Největší druhová diverzita nastává v tropické části Indo-Pacifické oblasti. Typicky se vyskytují v hlubších vodách mezi 200–1500 m, občas i v mělčích vodách o hloubkách kolem 50 m nebo naopak v hloubkách k 4000 m (Centrophorus).

## Charakteristika
K charakteristickým znakům čeledi patří dvě hřbetní ploutve (z nichž každá má trn) a odlišné typy zubů v horní a spodní čelisti (horní zuby jsou menší a tenčí než spodní zuby, jež jsou čepelovité s překrývajícími bázemi). Podobně jako ostatní ostrouni, bezkýlovcovití nemají řitní ploutev. Mají mohutné zelené či nažloutlé oči. Jsou živorodí, samice vrhá 1–17 mláďat. Bezkýlovcovití se živí rybami, hlavonožci, pláštěnci, korýši i jinými druhy rejnoků a žraloků. Předocasní jamky a postranní ocasní kýl nejsou přítomny, což dalo čeledi i její české jméno.

## Systematika
Nejstarší fosilní druhy jsou známy z pozdní křídy. Do čeledi se řadí 2 rody s asi 16 druhy:
- rod Deania
  - Deania calcea – bezkýlovec lopatonosý
  - Deania hystricosa – bezkýlovec trnitý
  - Deania profundorum – bezkýlovec šípohlavý
  - Deania quadrispinosum – bezkýlovec dlouhonosý
- rod Centrophorus
  - Centrophorus atromarginatus
  - Centrophorus granulosus – bezkýlovec zrnitý
  - Centrophorus harrissoni – bezkýlovec Harrisonův
  - Centrophorus isodon
  - Centrophorus lesliei
  - Centrophorus longipinnis
  - Centrophorus lusitanicus – bezkýlovec portugalský
  - Centrophorus machiquensis – bezkýlovec madeirský
  - Centrophorus moluccensis – bezkýlovec maloploutvý
  - Centrophorus seychellorum
  - Centrophorus squamosus – bezkýlovec listošupinatý
  - Centrophorus tesselatus – bezkýlovec kostkovaný
  - Centrophorus uyato – bezkýlovec malý
  - Centrophorus westraliensis
  - Centrophorus zeehaani

C. acus, C. granulosus, C. lusitanicus a C. niaukang byly původně považovány za samostatné druhy, moderní taxonomie je však považuje za tentýž druh.